# 英格蘭長弓

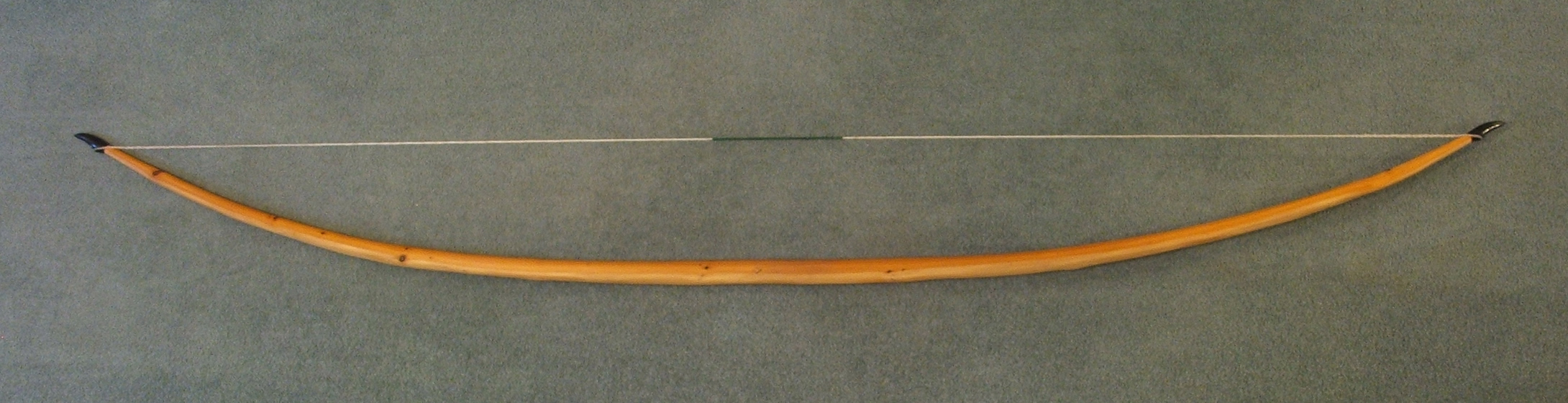
以單片紫杉木（而非合成）製造的優質英格蘭長弓，長6呎6吋（2米），弓弦拉力105磅（467牛顿）。

英格蘭長弓，或稱英國長弓、英式長弓（English Longbow），亦作威爾斯長弓（Welsh Longbow），是一強而有力的中世紀長弓，射程約在270公尺左右，為英格蘭人與威爾斯人作狩獵及作戰之用，其長度通常為1.8米（約6呎）至2米（約6呎6吋）。歷史上長弓的拉力推測在80至185磅（36.3至83.9公斤重）之間。英法百年戰爭期間，英格蘭人使用的長弓對付法國人十分有效，尤其是開戰之初的克雷西戰役（1346年）及普瓦捷戰役（1356年），而阿金庫爾戰役（1415年）則更是最為人熟知使用長弓獲得的大捷。
當時英國的自由農有義務要服兵役，因此造就許多素質良好的長弓兵；而使用長弓必須要訓練很長一段時間，所以就算其他國家想要裝備長弓，也是不可能的事情。
英國長弓在軍事上約使用至16世紀。隨著銃砲的穿甲能力的提升，長弓手最後被鳥銃手所取代。

## 历史

### 起源与效用
英格蘭長弓源于威尔士，后来传到英格兰，弓长1.8公尺，使用的箭有91公分长。由英格蘭長弓所发射的弓箭能够轻易地刺穿普通步兵所穿的皮制护甲；通过用力地拉紧弓弦可以增强弓箭的杀伤力，能够刺穿重装步兵或骑兵的坚固装甲。以长弓来作射击，需要有足够多的训练；一个有经验的长弓手可以在一分钟内作出六次高命中率的射击。长弓具有很远的射程和巨大的威力，在中世纪的战场上，大批长弓手能够给敌人造成极大的杀伤。他们并不会射击个别的目标物，而是向敌军所占据的区域作出严密射击。如果以每分钟射出六支弓箭来计算，三千个长弓手就能够向密集的敌军队形发射一万八千支箭。这种区域攻击的效果可以让敌方人马受到很大的创伤。在百年战争中，法兰西的重装骑士们不得不面对了遮蔽蓝天的箭影，与它们呼啸而来时所发出的锐利声响。 

### 在英国的发展
在英国，弓箭手会受到鼓励和资助，因为在与歐陸國家作戰時，英国通常在人口数量上处于劣势。尽管英国军队的人数常常低于敌军许多，但是当他们学习到如何应用大批的长弓手之后，就开始在战场上取胜。英国人会在各地举行箭术比赛，以鼓励习用长弓。每一个英国的郡都需要依法每年提供一定数量的长弓手。在礼拜天，除了射箭以外，其他所有运动都被禁止，如此一来军队便能够徵募到大批训练有素的长弓手。這項募兵行動通常不乏應徵者，因為當兵的薪俸會比其他工作來得高。
此武器的使用紀錄相當的長。在遠古世紀到中世紀戰爭中都有出現長弓。火藥發明後，火槍火砲的出現此武器兵種才漸漸遭到淘汰。
儘管如此英格蘭長弓手喜愛長弓的程度更勝過火槍，直到火槍的改良技術卓越才完全的取代長弓。
在阿金庫爾戰役中長弓手以少勝多，以射程的優勢剋制法國的騎兵，奠定了長弓手的戰略地位，亦為日後英法戰爭中英軍帶來了絕大優勢。

### 長弓手
長弓手是使用長弓的射手，當中以中世紀的英格蘭長弓手最為人熟知。長弓與弩弓的不同點在於長弓射程較遠準度較高但是訓練困難，弩弓則是射程較短、準度較差、不過訓練容易、威力強大，且不需要做特訓就可以直接上陣。